# Siergiej Darkin
Siergiej Aleksandrowicz Darkin, ros. Сергей Александрович Даркин (ur. 18 czerwca 1973 w Ferganie) – rosyjski żużlowiec.
Po raz pierwszy trafił do ligi polskiej w roku 1996, zaraz po śmierci swojego rodaka Rifa Saitgariejewa. Bardzo szybko wyrósł na lidera w Iskrze Ostrów Wielkopolski oraz w drużynie rosyjskiej. W tym samym roku był bardzo blisko awansu do serii Grand Prix 1997, przegrał w biegu barażowym i ostatecznie zajął V miejsce w finale kontynentalnym w Abensbergu. W tym samym roku zdobył srebrny medal DMŚ.
Uczestniczył w tragicznym karambolu w Klubowym Pucharze Europy w Togliatti w roku 2005, po którym walczył o życie.
W 2010 r. Darkin reprezentuje barwy drugoligowego KMŻ Lublin.

## Starty w lidze

### Liga rosyjska
- Żiguli Togliatti (1993–1994)
- Mega-Łada Togliatti (1995–2005, 2009)
- SK Turbina Bałakowo (2006–2007)
- Saławat Saławat (2008)

### Liga polska
- Iskra Ostrów Wielkopolski (1996, 1999)
- RKM Rybnik (1997)
- Wanda Kraków (1998)
- Stal Rzeszów (2000)
- GKM Grudziądz (2001)
- Unia Tarnów (2002–2003)
- SK Lokomotīve Dyneburg (2006, 2008)
- Start Gniezno (2007)
- Speedway Miszkolc (2009)
- KMŻ Lublin (2010)

### Liga angielska
- Eastbourne (2001)
- Coventry (2004)
- Arena Essex (2005)
- Poole (2007)
- Leicester (2011)
- Swindon (2011)

## Osiągnięcia

### Drużynowe mistrzostwa świata
- Diedenbergen 1996 – srebrny medal

### Klubowy Puchar Europy
- 2002 – złoty medal
- 2003 – złoty medal
- 2005 – złoty medal
- 2006 – złoty medal

### Indywidualne mistrzostwa Rosji
- 1995 – brązowy medal
- 1999 – brązowy medal
- 2000 – złoty medal
- 2002 – złoty medal
- 2003 – brązowy medal
- 2007 – brązowy medal

### Młodzieżowe indywidualne mistrzostwa Rosji
- 1994 – brązowy medal